# Манипула

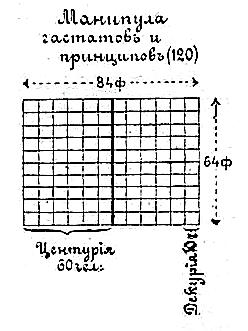
Манипула, схема построения к статье «Манипула», Военная энциклопедия Сытина, Санкт-Петербург, 1911 — 1915 годы.

Мани́пула (от лат. manipula — букв. «горсть», от manus — «рука», как изображение на штандарте, под который собирались манипулы), Мани́пул' (manipulus — горсть, пучок) — основное тактическое подразделение (формирование) и единица легиона, в период существования манипулярной тактики. 
Латинское слово «manipula» производят от названия древнейших римских знамён или знаков (signum), состоявших для каждой центурии из копья с прикрепленным к нему пучком (клоком) сена (manipulus poeni) или изображением человеческой руки (manus). В современных родах войск (сил) видов ВС, спецвойсках вооружённых сил примерно соответствует полуроте или взводу.

## История
Манипула была перенята древними римлянами у самнитов, так как при одном и том же их количестве численность легионов могла быть разной. В другом источнике указано что в Древнем Риме введение манипул приписывали Камиллу (конец V века до христианской эры). Первоначальное число солдат манипула — 100 человек личного состава, позднее — 120 человек. Позднее манипул разделялся на две центурии, во главе которых стояло по центуриону. 
Например, во время Латинской войны в 340 году до нашей эры манипула включала 120 солдат или две центурии, по 60 человек личного состава в каждой, двух центурионов (старший и младший) и одного вексиллярия. Солдаты манипул назывались manipulares (manipularii) — манипулярии. Манипул подчинялся командиру правой (старшей) центурии — старшему центуриону (centurio рrior).
Манипулы принципов и гастатов состояли из 120 человек личного состава (12 рядов по фронту и 10 человек в глубину), манипулы триариев — 60 человек личного состава (12 рядов и пяти шеренг). В этих манипулах начальствовали старший и младший центурионы, стоявшие на правом и левом её флангах, и два подцентуриона, находившиеся в замке. 
В линиях манипулы стояли предположительно в колоннообразных построениях, a непосредственно перед боем развёртывались, образуя сплошной фронт, который был предпочтителен не только в ближнем, но и в метательном бою. В пользу колоннообразного построения манипул свидетельствуют, в частности, сообщения Ливия о клиньях, или колоннах, применявшихся для быстрого движения или атаки против расстроенных рядов противника.
В бою манипулы обычно располагались в порядке, который именовался квинкункс (quincunx). Манипулы принципов прикрывали промежуток между гастатами, а тех прикрывали манипулы триариев. Размещались манипулы так, что в каждом ряду между двумя манипулами были промежутки, равные длине фронта манипула. Во втором ряду каждый манипул становился против оставленного в первом ряду промежутка, чтобы, в случае опасности, свежие отряды могли легко выдвинуться, а утомленные — отступить. Так же были расставлены манипулы 3-го ряда. 
Шахматный порядок — ранняя структура построения легиона, включавшего в себя 30 манипул. После II века до нашей эры преобладает сплошное легионное построение, без разрывов.

## Значок
У манипул особым значком служил пучок льна, привязанный к древку. Позже, знак манипула, носимый в строю особым знаменосцем — Сигнум (лат. signum) — значок (знак) состоящий из шеста (древка), в верхней части которого был поперечный стержень с лентами и серебряными украшениями, к нему прибивалась также дощечка с обозначением легиона, когорты и манипула, на котором закреплялись фалеры (специальные диски (ряд кружков), числом от двух до 7, сделанных из серебра, использовавшиеся в качестве знаков почёта), сверху сигнум венчал наконечник в форме листа или Манус (изображение открытой ладони, символ принесённой легионерами присяги верности). Иногда на древке присутствовали венки, являвшиеся наградами за особые заслуги формирования. В бою сигнум переносил знаменосец формирования (лат. signifer), который выполнял также функции казначея формирования.